# Ceclavín
Ceclavín ist ein westspanischer Ort und eine Gemeinde (municipio) mit 1.781 Einwohnern (Stand: 2024) in der Provinz Cáceres in der Autonomen Region Extremadura im Südwesten Spaniens.

## Lage
Ceclavín liegt 72 Kilometer (Fahrtstrecke) nordwestlich der Provinzhauptstadt Cáceres in einer Höhe von ca. 320 m nahe der portugiesischen Grenze. Der Tajo, der die südliche Gemeindegrenze bildet, wird hier zum Stausee Embalse de Alcántara aufgestaut. Das Klima ist gemäßigt bis warm; Regen (ca. 599 mm/Jahr) fällt hauptsächlich im Winterhalbjahr.

## Bevölkerungsentwicklung
| Jahr      | 1970  | 1981  | 1991  | 2001  | 2011  | 2021  |
| Einwohner | 3.800 | 2.543 | 2.405 | 2.212 | 2.020 | 1.801 |

Der deutliche Bevölkerungsrückgang seit den 1950er Jahren ist im Wesentlichen auf die Mechanisierung der Landwirtschaft sowie die Aufgabe bäuerlicher Kleinbetriebe („Höfesterben“) und den damit einhergehenden Verlust von Arbeitsplätzen zurückzuführen.

## Sehenswürdigkeiten

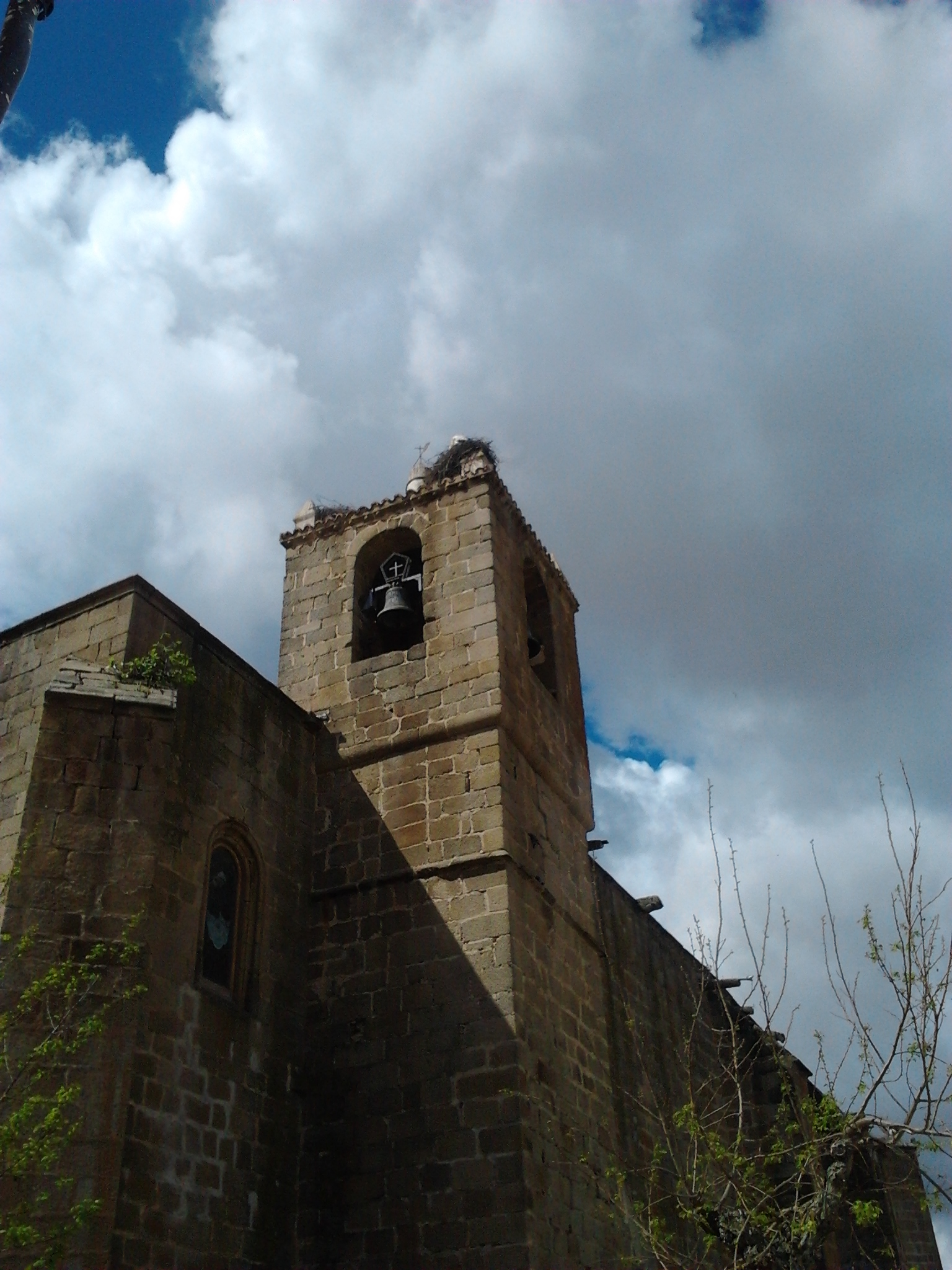
Marienkirche von Olmo
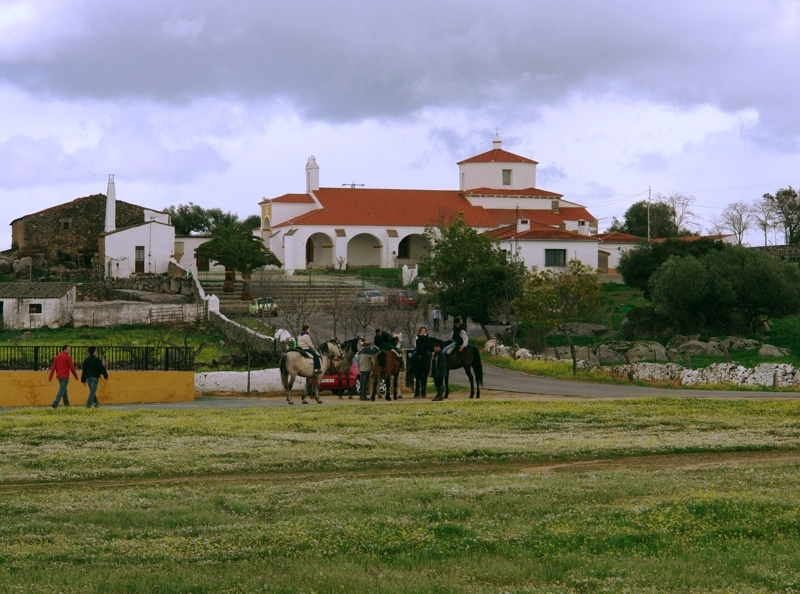
Marienkapelle
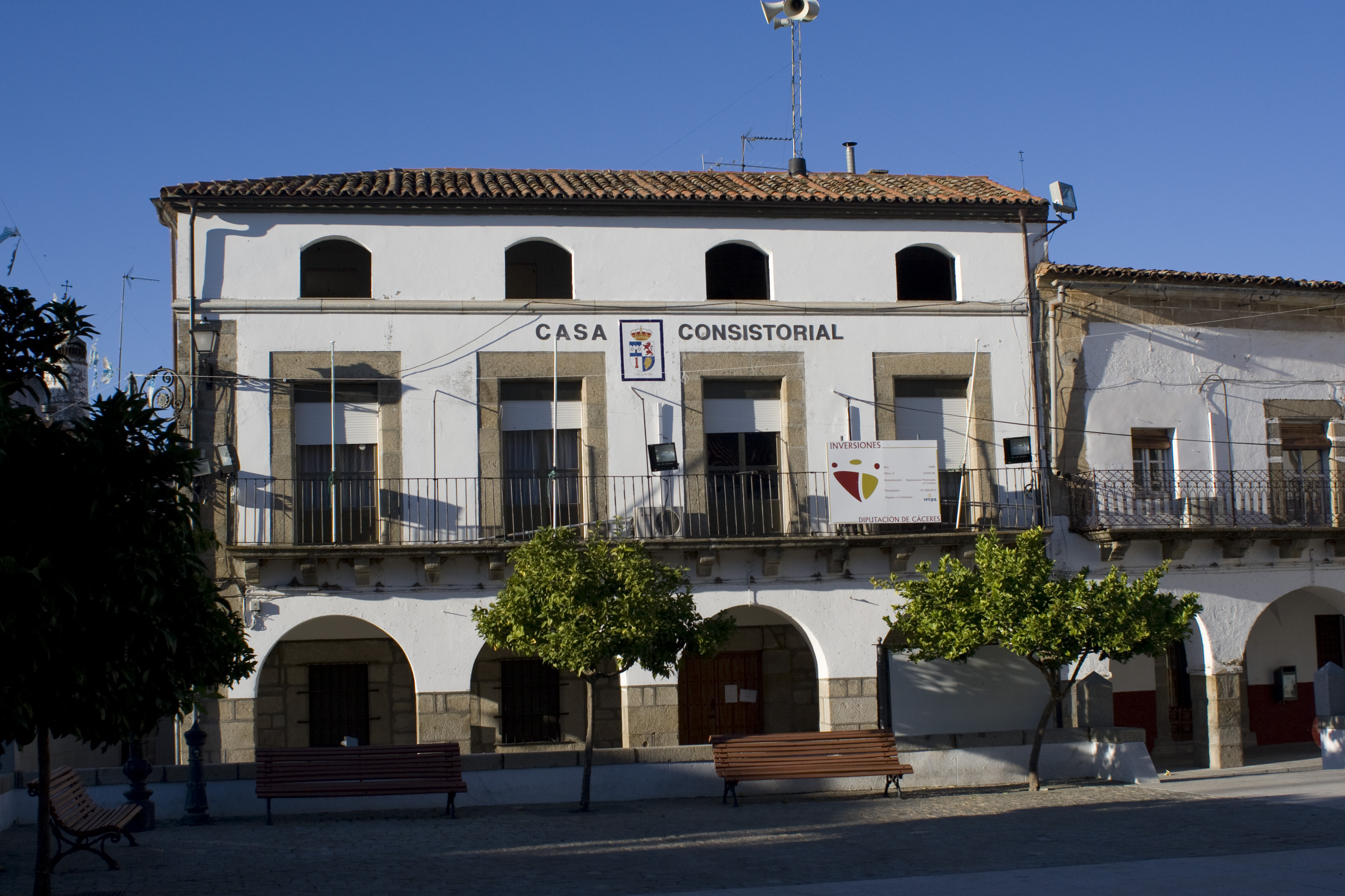
Rathaus
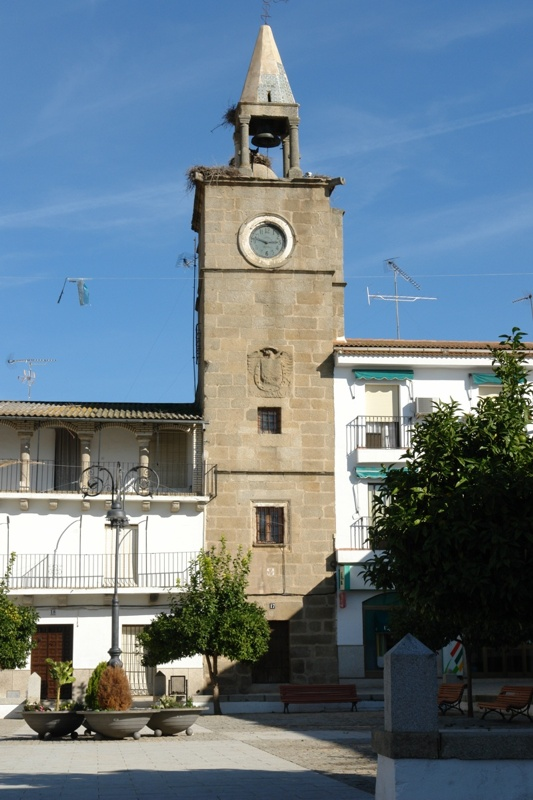
Uhrenturm

- Marienkirche von Olmo
- Marienkapelle
- Rathaus
- Uhrenturm

## Persönlichkeiten
- Alejandro Rodríguez Arias (1838–1893), General und Gouverneur von Kuba (1890–1893)
- Mercedes Vostell (1933–2023), Lehrerin, Schriftstellerin und Museumsdirektorin
- Elisa Herrero Uceda (* 1957), Biologin, Schriftstellerin und Umweltaktivistin